# Damprichard
Damprichard è un comune francese di 1 877 abitanti situato nel dipartimento del Doubs nella regione della Borgogna-Franca Contea.

## Storia

### Simboli
Lo stemma del comune si blasona: 
I quartieri di questo stemma simboleggiano l'appartenenza di Damprichard alla Franca Contea (il leone d'oro) e le sue risorse basate sulle foreste, sull'industria e sull'allevamento.

## Società

### Evoluzione demografica
Abitanti censiti